# Papyrus (гарнітура)
Papyrus — широко доступна гарнітура, розроблена Крісом Костелло, графічним дизайнером, ілюстратором і веб-дизайнером. Створена у 1982 році та випущена компанією Linotype, має низку відмінних характеристик, зокрема грубі краї, неправильні криві та високі горизонтальні штрихи у великих літерах.

## Історія та огляд
Костелло створив гарнітуру у 1982 році у віці 23 років незабаром після закінчення коледжу. Він вивчав Біблію і замислювався над тим, як би виглядала письмова гарнітура за біблійних часів на Близькому Сході. Він вручну малював гарнітуру протягом шести місяців за допомогою ручки для каліграфії та фактурного паперу. Костелло визначив свою мету як гарнітуру, що відображала б вигляд текстів англійською мовою, якби вони були написані на папірусі 2000 років тому. Костелло випустив гарнітуру наступного року разом із компанією Letraset.
Papyrus має низку відмінних характеристик, зокрема нерівні краї, неправильні криві та високі горизонтальні штрихи у великих літерах. ITC, нинішній власник гарнітури, описує її як «незвичайну римську гарнітуру, [яка] ефективно поєднує в собі елегантність традиційної римської форми літер з ручним виглядом майстерної каліграфії».
Костелло продав права на гарнітуру за $750 (що рівнозначно $2,300 у 2022 році), а станом на 2017 рік стверджує, що все ще отримує «дуже низькі» роялті, попри те, що з 2000 року Papyrus включено до всіх персональних комп’ютерів з операційною системою Mac або Microsoft. У будь-якому випадку, Костелло стверджує: «В мене не було наміру, щоб цю гарнітуру використовували для всього. Її надмірно часто використовують».

## Варіації

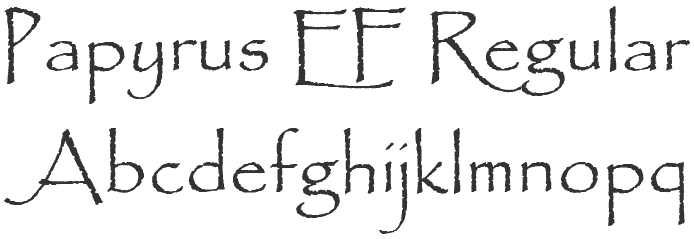
Papyrus EF Regular (зразок)

Альтернативною гарнітурою, опублікованою Elsner+Flake, є Papyrus EF Alternatives (або Papyrus EF Regular), що є невеликою варіацією гарнітури Костелло. Серед відмінностей коротша велика літера P з більш різкими лініями, велика літера E з верхньою смугою, довшою за середню смугу, і літера A з декоративним елементом.

## Доступність
Papyrus був включений до багатьох програм Microsoft для Windows. macOS включає гарнітуру Papyrus як частину базової інсталяції (починаючи з версії 10.3 Panther, випущеної у 2003 році).

## Сприйняття і використання в масовій культурі
З роками Papyrus зазнав критики через повсюдне використання в графічному дизайні, зазвичай у ситуаціях, для яких він не призначений. Критика щодо Papyrus дуже схожа на критику Comic Sans. У 2008 році було створено вебсайт під назвою «Papyrus Watch» для документування повсюдності та неправильного використання гарнітури.
Papyrus було використано у вступних титрах телесеріалів «Медіум» (2005–2011) і «Еврика» (2006–2012). Гарнітуру також було використано в титрах епізоду та кінцевих титрах перших чотирьох сезонів мультсеріалу «Самурай Джек».

Логотип фільму «Аватар», у якому використано гарнітуру Papyrus

У фільмі Джеймса Кемерона «Аватар» гарнітуру використали в назві та субтитрах. Її застосуванню у фільмі було присвячено скетч Saturday Night Live за участю Раяна Ґослінґа, де також були згадки про широке використання цієї гарнітури для товарів Shakira, кальянних барів і небрендових чайних компаній. Джон Ландау, продюсер обох фільмів «Аватар», стверджує, що скетч допоміг зберегти актуальність «Аватара» під час виробництва другого фільму. У процесі підготовки до розширення франшизи «Аватар» у фільмі «Аватар: Шлях води» замінили Papyrus на власну гарнітуру Toruk; однак Papyrus все ще використовується для субтитрів.
Папірус — це ім'я персонажа гри Тобі Фокса Undertale. Його репліки в діалогах подано великими літерами гарнітурою Papyrus.

## Зовнішні посилання
- Chris Costello's official site [Архівовано 2013-06-18 у Wayback Machine.]